# Puccinia montanensis
Puccinia montanensis ist eine Ständerpilzart aus der Ordnung der Rostpilze (Pucciniales). Der Pilz ist ein Endoparasit von Berberitzen (Berberis spp.), Kammquecken (Agropyron spp.), Quecken (Elymus spp.), Gersten (Hordeum) und Sitanion spp. Symptome des Befalls durch die Art sind Rostflecken und Pusteln auf den Blattoberflächen der Wirtspflanzen. Sie ist in Nordamerika verbreitet.

## Merkmale

### Makroskopische Merkmale
Puccinia montanensis ist mit bloßem Auge nur anhand der auf der Oberfläche des Wirtes hervortretenden Sporenlager zu erkennen. Sie wachsen in Nestern, die als gelbliche bis braune Flecken und Pusteln auf den Blattoberflächen erscheinen.

### Mikroskopische Merkmale
Das Myzel von Puccinia montanensis wächst wie bei allen Puccinia-Arten interzellulär und bildet Saugfäden, die in das Speichergewebe des Wirtes wachsen. Die Aecien der Art wachsen lokal auf Berberitzen, ihre Aeciosporen sind runzelig und 22–27 × 19–23 µm groß. Die hell zimtbraunen Uredien des Pilzes wachsen auf den oberseitigen Blattoberflächen der Wirtspflanze. Ihre ebenfalls zimtbraunen Uredosporen sind breit ellipsoid bis ellipsoid, 27–33 × 21–25 µm groß und fein stachelwarzig. Die meist blattunterseitigen Telien der Art sind schwärzlich, bedeckt und kompakt. Die haselnussbraunen Teliosporen sind zwei- bis dreizellig, in der Regel ei- oder breit eiförmig und 40–55 × 22–32 µm groß; ihre Stiele sind braun und bis zu 15 µm lang.

## Verbreitung
Das bekannte Verbreitungsgebiet von Puccinia montanensis umfasst die westliche Hälfte Kanadas und der USA.

## Ökologie
Die Wirtspflanzen von Puccinia montanensis sind Berberitzen (Berberis spp.) für den Haplonten, Kammquecken (Agropyron spp.), Quecken (Elymus spp.), Gersten (Hordeum) und Sitanion spp. für den Dikaryonten. Der Pilz ernährt sich von den im Speichergewebe der Pflanzen vorhandenen Nährstoffen, seine Sporenlager brechen später durch die Blattoberfläche und setzen Sporen frei. Die Art verfügt über einen Entwicklungszyklus mit Aecien, Spermogonien, Telien und Uredien und macht einen Wirtswechsel durch.